# 龍方
龍方（1954年2月25日—2008年11月14日），本名李健民，成長於臺灣臺南市，已故香港電影演員。以出演反派知名，因出演賭神陸續獲得反派角色的片約及香港奸神稱號。

## 經歷

### 1970年代
曾當特約演員，可是受其他武術演員（例如梁家仁、劉家輝）等競爭，星途一直不順。

### 1980年代
1981年拍攝危險人物與何方神聖後轉任天天漁港經理。因為疏於練習功夫及身材變形不適合演武行，導演王晶在1980年末期缺乏反派演員而透過朋友介紹邀請龍方參演至尊無上，龍方的角色性質以奸角為主。因為演出賭神讓龍方獲得香港奸神稱號，片約增加而辭職任全職演員。

### 1990年代
他於1990年代初期離婚，前妻及女兒在離婚後移居美國。

### 2000年代
2000年出演的賭聖3無名小子是龍方最後一部作品，後身體狀況惡化，出現包含咳嗽症狀。
龍方在2008年11月14日上午在西安長安區一家醫院過世。深圳嘉年華明星經紀公司總經理周行表示，他於2008年5月在香港檢查出為肺癌晚期，即使已經開始接受治療，但最終仍告不治。因為龍方突然離世，親屬沒有看到龍方最後一面，後事由龍方的朋友協助辦理。

## 電影作品

### 1971年
- 雙俠 (臨演)

### 1973年
- 猛虎下山
- 死對頭
- 女英雄飛車奪寶
- 雙面女煞星
- 黑豹
- 趕盡殺絕
- 橫衝直撞女煞星
- 虎拳
- 雙龍出海

### 1974年
- 刁蠻鬥風騷
- 兩虎惡鬥
- 四大天王
- 大小遊龍

### 1975年
- 少林殺戒
- 避孕大全
- 大毒梟
- 龍門風雲

### 1976年
- 虎鶴雙形
- 南拳小子
- 詠春截拳
- 萬法歸宗一少林
- 獨臂拳王大破血滴子
- 中原鏢局
- 南拳北腿沾閰王

### 1977年
- 唐山大兄2
- 鐵拳
- 呂四娘闖少林
- 少林小子
- 鷹爪螳螂（英语：Eagle's Claw）
- 至尊威龍
- 江南八大俠
- 快刀亂麻斬
- 賣命邊緣
- 上海灘
- 猛龍壁虎小拳王
- 血玉[3]

### 1978年
- 勾魂針奪命拳
- 撈家撈女撈上撈
- 龍拳蛇手門蜘蛛
- 幽靈神功
- 神刀流星拳

### 1979年
- 上海灘大亨
- 十大弟子
- 棍王
- 烈日狂風野火
- 紅衣喇嘛
- 豬肉榮

### 1980年
- 雍正與年羹堯

### 1981年
- 危險人物[3]
- 何方神聖[3]

### 1989年
- 至尊無上[3]
- 專釣大鱷 (飾演 公子)
- 賭神[3]

### 1990年
- 富貴兵團 (飾演 日軍大佐)
- 絕橋智多星
- 獄中龍 (飾演 主控官)
- 唯我獨尊
- 三國志
- 喋血江湖
- 賭王
- 賭王大戰賭聖
- 血洗洪花亭

### 1991年
- 豪門夜宴
- 天使特警
- 五億探長雷洛傳[1]
- 馬路英雄
- 福星威龍
- 衝擊天子門生
- 賭俠II上海灘賭聖飾黃金貴[1]
- 龍的傳人 (飾演 地產商)

### 1992年
- 新龍爭虎鬥
- 警網雄風
- 黑獄群龍會
- 戰龍在野
- 童黨之街頭霸王

### 1993年
- 剃刀情人
- 菩提幽魂
- 新碧血劍
- 天使狂龍
- 決戰天門

### 1994年
- 奸人世家
- 地下賭王

### 1995年
- 狂野生死戀
- 盲俠之再踏江湖
- 黑道追緝令

### 1996年
- 運財五福星 (客串 賭徒)
- 風雲毒玫瑰

### 1998年
- 獵豹行動
- 無敵鐵沙掌
- 血仍是冷
- 追金行動
- 暗花 (飾演 佐治)

### 1999年
- 深淵
- 人皮屍畫
- 黃金惡夢
- 97江湖情
- 龍在邊緣 (飾演 花弗)

### 2000年
- 驚天情殺案
- 生死拳速
- 辣手美人
- 魔劫
- 黑獄斷腸歌2之無期徒刑 (飾演 食人鯧)
- 猛鬼諾言
- 一步一滴血
- 賭聖3之無名小子是龍方最後一部作品[3]

## 電視劇
- 2000年 影城大亨 飾 洛濤

## 外部連結
- 香港影庫 （页面存档备份，存于）